# ورنون دنت
ورنون دنت (انگلیسی: Vernon Bruce Dent؛ ۱۶ فوریهٔ ۱۸۹۵ – ۵ نوامبر ۱۹۶۳) بازیگر اهل ایالات متحده آمریکا بود.
از فیلم‌هایی که وی در آن‌ها نقش داشته‌است، می‌توان به لباس راحت ساحلی، محموله ویژه و بی‌رنج گنج میسر نمی‌شود اشاره نمود.